# Peter Copley
Peter Copley, född 20 maj 1915 i Bushey, Hertfordshire, död 7 oktober 2008 i Bristol, Gloucestershire, var en brittisk skådespelare.

## Rollista i urval
- 1956 – Den dödes skugga
- 1957 – Min son skall hängas
- 1957 – Panik på kapplöpningsbanan
- 1958 – I giljotinens skugga
- 1961 – Fallet Barret
- 1964 – För kung och fosterland
- 1965 – Greppet
- 1965 – Hjälp!
- 1965 – Helgonet (TV-serie)
- 1967 – Forsytesagan (TV-serie)
- 1970 – Jane Eyre
- 1975 – Doctor Who (TV-serie)
- 1980 – Grabben som blev miljonär
- 1987 – Miss Marple (TV-serie)
- 1991 – Poirot (TV-serie)
- 1998 – Jonathan Creek (TV-serie)
- 1999 – Fruar och döttrar (TV-serie)
- 2005 – Kingdom of Heaven
- 2005 – Oliver Twist